# Heather O’Rourke
Heather O’Rourke (San Diego, Kalifornia, 1975. december 27. – San Diego, 1988. február 1.) amerikai gyerekszínész.

## Élete
Heather O’Rourke 1975. december 27-én látta meg a napvilágot San Diegóban Kathleen és Michael O’Rourke gyermekeként. Anyja varrónőként, apja építőmunkásként dolgozott. Egy nővére született, Tammy. Kathleen és Michael 1981-ben elváltak, és O’Rourke édesanyja 1984-ben összeházasodott Jim Peele teherautóvezetővel.
Mielőtt Heather O’Rourke híres lett, a családja egy Anaheim-i lakókocsiparkban élt. A siker később lehetővé tette a család számára, hogy házat vásároljanak a kaliforniai Big Bear Lake-ban, majd a San Diego-i Lakeside-ban.
Heather O’Rourke-ot Steven Spielberg fedezte fel, és szerepet kapott a Poltergeist – Kopogó szellem című horrorfilmben aminek castingjában a vele egyidős Drew Barrymore-t is sikerült legyőznie. Később a film két folytatásában és számos TV-filmben és sorozatban szerepelt.

## Betegsége és halála
O’Rourke 1987 elején megbetegedett, és a Kaiser Permanente kórház orvosai tévesen diagnosztizáltak Crohn-betegséget és Prednizont írtak fel a betegség kezelésére, ami miatt a kislány arca felpuffadt. 1988. január 31-én O’Rourke hirtelen újra megbetegedett, hányt. Másnap reggel, miután elhagyta a kórházat eszméletét vesztette és mostohaapja kihívta a mentőt. O’Rourke-ot mentőhelikopterrel szállították a San Diego-i Rady Gyermekkórházba ahol újraéleszttették, azonban nem sokkal később egy műtét során elhunyt.
O’Rourke menedzsere, David Wardlow a sajtónak a halál okaként az influenzát nevezte meg, azonban kórházi szóvivője Vincent Bond bejelentette, hogy O’Rourke az akut bélelzáródás és a veleszületett veseelégtelenség miatt kapott szeptikus sokk miatt halt meg. A hivatalos boncolás jegyzőkönyve szerint is a halál oka a bélelzáródás (bélstenosis) által okozott szeptikus sokk.
O’Rourke-ot 1988. február 5-én a Westwood Village Memorial Park temetőjében helyezték végső nyugalomba.
1988. május 25-én Sanford M. Gage, az O’Rourke család ügyvédje feljelentette a San Diego-i Kaiser Alapítványi Kórházat, a hibás diagnózis felállítása miatt. A család megnyerte a pert a kórház ellen és a bíróság kártérítés fizetésére kötelezte az intézményt. A kártérítés összegét nem hozták nyilvánosságra.

## Filmográfia

### Filmek
| Év   | Cím                                                | Szerep              | Megjegyzés                                                                               |
| ---- | -------------------------------------------------- | ------------------- | ---------------------------------------------------------------------------------------- |
| 1982 | Poltergeist – Kopogó szellem (Poltergeist)         | Carol Anne Freeling | Magyar hangja: Horváth Hanga                                                             |
| 1986 | Kopogó szellem 2. (Poltergeist II: The Other Side) | Carol Anne Freeling | Magyar hangja: Horváth Hanga                                                             |
| 1988 | Kopogó szellem 3. (Poltergeist III)                | Carol Anne Freeling | Utolsó filmje, posztumusz megjelenés, a stáblistán megemlékeztek az elhunyt O’Rourke-ról |

### Televíziós filmek/sorozatok
| Év      | Cím                           | Szerep             | Megjegyzés                                         |
| ------- | ----------------------------- | ------------------ | -------------------------------------------------- |
| 1981    | Fantasy Island                | Liz Blake (5 éves) | Rész: "Elizabeth's Baby / The Artist and the Lady" |
| 1982–83 | Happy Days                    | Heather Pfister    | 12 részben                                         |
| 1982    | Massarati and the Brain       | Skye Henry         | TV-film                                            |
| 1983    | CHiPs                         | Lindsey            | Rész: "Fun House"                                  |
| 1983    | Matt Houston                  | Sunny Kimball      | Rész: "The Woman in White"                         |
| 1983    | Webster                       | Melanie            | 3 részben                                          |
| 1984    | Finder of Lost Loves          | Jillian Marsh      | Rész: "Yesterday's Child"                          |
| 1985    | Surviving: A Family in Crisis | Sarah Brogan       | TV-film                                            |
| 1986    | Around the Bend               | kislány            | TV-film                                            |
| 1986–87 | The New Leave It to Beaver    | Heather            | Rész: "Material Girl", "Bad Poetry"                |
| 1987    | Our House                     | Dana               | Rész: "A Point of View"                            |
| 1987    | Rocky Road                    | orosz lány         | Rész: "Moscow on the Boardwalk"                    |

## Fordítás
- Ez a szócikk részben vagy egészben  a   Heather O'Rourke című angol Wikipédia-szócikk fordításán alapul.  Az eredeti cikk szerkesztőit annak laptörténete sorolja fel. Ez a jelzés csupán a megfogalmazás eredetét és a szerzői jogokat jelzi, nem szolgál a cikkben szereplő információk forrásmegjelöléseként.